# نيران صديقة (مسلسل)
نيران صديقة مسلسل تلفزيوني مصري عرض في رمضان 2013. المسلسل من تأليف محمد أمين راضي، وإخراج خالد مرعي ومن بطولة منة شلبي، رانيا يوسف، عمرو يوسف، كندة علوش، ظافر العابدين، ومحمد شاهين 

## قصة المسلسل
تدور أحداث المسلسل حول مجموعة من الأصدقاء تربطهم ببعضهم البعض صداقة قوية منذ الدراسة، مع توالي السنوات ورغم افتراق بعضهم نتيجة اختلاف مجالات الحياة تعود الروابط بينهم من جديد وتفتح مواجهات وأسرار تنتهي بأحداث مفاجأة.

## طاقم التمثيل

### أدوار رئيسية
- منة شلبي: أميرة حشمت
- رانيا يوسف: نور توفيق
- عمرو يوسف: طارق يحيى
- كندة علوش: نهال سماحة
- ظافر العابدين: رأفت هجرس
- محمد شاهين: مدحت محفوظ
- سلوى خطاب: سمرا أم أميرة
- صبري فواز: سليم عثمان
- محمد ممدوح: حسين يعقوب
- أحمد صيام: حشمت
- محمد سلام: عماد
- تميم عبده: فريد هجرس
- لمياء الأمير: نادية نصار
- إنجي وجدان: جورجيت
- عادل متولي: أمجد
- صبري عبد المنعم: توفيق عبد الحميد

### اشترك في التمثيل
- جميل برسوم: يحيى أبو طارق
- جلال عثمان: شيخ ملتحي
- انتصار حسن: أم نهال
- أحمد جمال سعيد:لؤي عثمان
- أحمد العبد: كريم
- أحمد حسين
- لبنى عبد العزيز
- معتز العبد
- سما رمضان
- حلا رمضان
- هشام أبو حباجة
- سيف العواد
- ألفريد كمال
- نبيل البرد
- طارق جميل
- زكي لوجو
- محمد عبد الله
- عبير عبد الباري
- سيد الخميس
- خالد خليل
- عبده العمدة
- أحمد لبة
- فريد مراد
- كريم الدسوقي
- مصطفى آغا
- محمد جمال
- جمال عبد العزيز
- أحمد داعية
- سامر المنياوي
- عمرو صقر
- وفاء عبد الحكيم
- نوسة مصطفى
- نجوان
- أيمن أحمد
- خليل تمام
- أسامة طراف
- فخر الدين مراد
- مونيا منير
- محمد حسن
- وفيق أبو السعود
- أشرف بوزيشن
- محمد الأطونى: الشاب الشيوعي
- ناصر عيد
- باسل خياط: قذاف
- محمد تايسون: حسين
- احمد داود: باسم
- أيمن القيسوني
- عواد سليمان: وكيل النيابة
- ليلى عربي

### الأطفال
- حمزة
- آسر هاني
- أحمد سامح
- رومايسا عبده

## الحلقات
| 1- قبر الماضي 2- الدم والنار 3- الفراق قدر 4- حجب الإسرار 5- نون النسوة 6- قربة مخرومة |  | 7- فتنة النساء 8- دقة زار 9- عدالة السماء 10- حال الدنيا 11- من أول السطر 12- كرسي في الكلوب |  | 13- عودة الحب الضال 14-الأختيار 15- سيد الحبايب 16- حاولت 17- ولا تحسبن الذين قتلوا 18-قرار مصيري |  | 19- يوم في العمر 20- المصير 21- الملائكة لا تسكن الأرض 22- ست الحبايب 23- هابي ميلينيوم 24- الإنهيار |  | 25- اللقاء الثاني 26- نيران صديقة 27- صفر على الشمال 28-حروف الدم 29- العشاء الأخير 30- وجع الفراق |

## التتر
شخصيات هذا المسلسل غير حقيقية بالمرة ... وكذلك الأحداث التي تدور في الفترة من 1986 إلي 2009 ... وأي تشابه أو تطابق بينها وبين الواقع ... هي مسئولية الواقع وحده ... وهي عادته لا يكل ولا يمل من تكررها .. أسرة المسلسل

## وصلات خارجية
- نيران صديقة على موقع قاعدة بيانات الأفلام العربية
- مسلسل نيران صديقة على اليوتيوب
- تتر البداية - مسلسل نيران صديقة على يوتيوب
- تتر النهاية - مسلسل نيران صديقة على يوتيوب